# Antoine Galland
Antoine Galland (Rollot, 1646. április 4. – Párizs, 1715. február 17.) francia orientalista és numizmatikus.

## Pályája
Munkáinak legnagyobb része keleti dolgokra és a numizmatikára vonatkozik, de hírnévre leginkább Az Ezeregyéjszaka meséi lefordításával tett szert (Mille et une nuits, contes arabes, Párizs, 1704, és azóta többször). Ezenkívül megemlítendők tőle: Paroles remarquables, bons mots et maximes des Orientaux (uo. 1694); Les contes et fables indiennes de Bidpai et de Lokman (uo. 1724). Naplója: Journal d'A. G. pendant son séjour à l'ambassade de France à Constantinople (Párizs, 1880, kiadta Ch. Schefer), gazdag forrásul szolgál ama viszonyok ismeretére, melyek a 17. században Törökország és a keresztény államok közt fennállottak. A Collège de France arab nyelvtanára volt.

## Magyarul
- Ezeregy éjszaka. Arab regék; Galland et al. kiadásai után ford. Nádor Gyula; Nádor, Bp., 1884–1885
- Ali Baba és a negyven rabló; szöveg Antoine Galland, ford. Réti Éva; Elektra Kiadóház, Bp., 2002 (A világirodalom legszebb meséi)